# Lingue lavongai-nalik
La famiglia delle lingue lavongai-nalik è un sottogruppo delle lingue della Nuova Irlanda, appartenente alle lingue austronesiane. È formato da 6 lingue parlate nella parte occidentale dell'isola della Nuova Irlanda ed isolette limitrofe in Papua-Nuova Guinea. Tutte le lingue vengono scritte utilizzando l'alfabeto latino (eccettuato il tiang per cui, forse, non esiste una forma scritta).

## Componenti
Le lingue che compongono il sottogruppo sono le seguenti:
[tra parentesi quadre il codice internazionale linguistico ISO 639-3]
(tra parentesi tonde il numero di persone che la parlavano e l'anno del censimento)
- lingua kara [leu] (5.000 - 1998)
- lingua mandara [tbf] (2.500 - 1985)
- lingua nalik [nal] (5.140 - 1990)
- lingua tiang [tbj] (790 - 1972)
- lingua tigak [tgc] (6.000 - 1991)
- lingua tungag [lcm] (12.000 - 1990)